# Live from Chicago - An Audience with the Queen
Live from Chicago - An Audience with the Queen è un album Live di Koko Taylor, pubblicato dalla Alligator Records nel 1987. Il disco fu registrato dal vivo l'8-10 gennaio 1987 al FitzGerald's di Berwyn, Illinois (Stati Uniti).

## Tracce
Lato A
1. Let the Good Times Roll – 4:00 (Fleecie Moore, Sam Thread)
2. I'm a Woman – 5:53 (Ellas McDaniel (Bo Diddley))
3. Going Back to Iuka – 4:29 (Don Nix)
4. The Devil's Gonna Have a Field Day – 5:20 (Koko Taylor)

Lato B
1. Come to Mama – 4:54 (Willie Mitchell, Earl Randle)
2. I'd Rather Go Blind – 4:30 (Ellington Jordan, Bill Foster)
3. Let Me Love You – 4:11 (Willie Dixon)
4. Wang Dang Doodle – 6:33 (Willie Dixon)

Edizione CD del 1987, pubblicato dalla Alligator Records (ALCD 4754)
1. Let the Good Times Roll – 4:00 (Fleecie Moore, Sam Thread)
2. I'm a Woman – 5:53 (Ellas McDaniel)
3. Going Back to Iuka – 4:29 (Don Nix)
4. The Devil's Gonna Have a Field Day – 5:20 (Koko Taylor)
5. Find a Fool, Bump Her Head – 4:20 (Denise LaSalle)
6. I Cried Like a Baby – 5:33 (Nappy Brown, Lew Herman, Paul David)
7. Come to Mama – 4:54 (Willie Mitchell, Earl Randle)
8. I'd Rather Go Blind – 4:30 (Ellington Jordan, Bill Foster)
9. Let Me Love You – 4:21 (Willie Dixon)
10. Wang Dang Doodle – 6:33 (Willie Dixon)

## Musicisti
- Koko Taylor - voce
- Michael 'Mr. Dynamite' Robinson - chitarra
- Eddie King - chitarra
- Jerry Murphy - basso
- Clyde 'Youngblood' Tyler, Jr. - batteria[1]